# Sporidesmium coronatum
Sporidesmium coronatum är en svampart som beskrevs av Fuckel 1874. Sporidesmium coronatum ingår i släktet Sporidesmium, ordningen Pleosporales, klassen Dothideomycetes, divisionen sporsäcksvampar och riket svampar.   Inga underarter finns listade i Catalogue of Life.